# Pools gambiet
Het Pools gambiet is bij het schaken de benaming voor een tweetal gambieten in de opening.

## Het Pools gambiet in het koningsgambiet
Het Pools gambiet in het koningsgambiet ontstaat na de beginzetten
1. e4 e5
2. f4 Lc5 (het koningsgambiet, geweigerd door zwart)
3. Pf3 d6
4. c3 f5

## Het Pools gambiet in de Anderssenopening
Daarnaast bestaat er het Pools gambiet in de Anderssenopening:
1. a3 a5
2. b4